# Crypto Tour

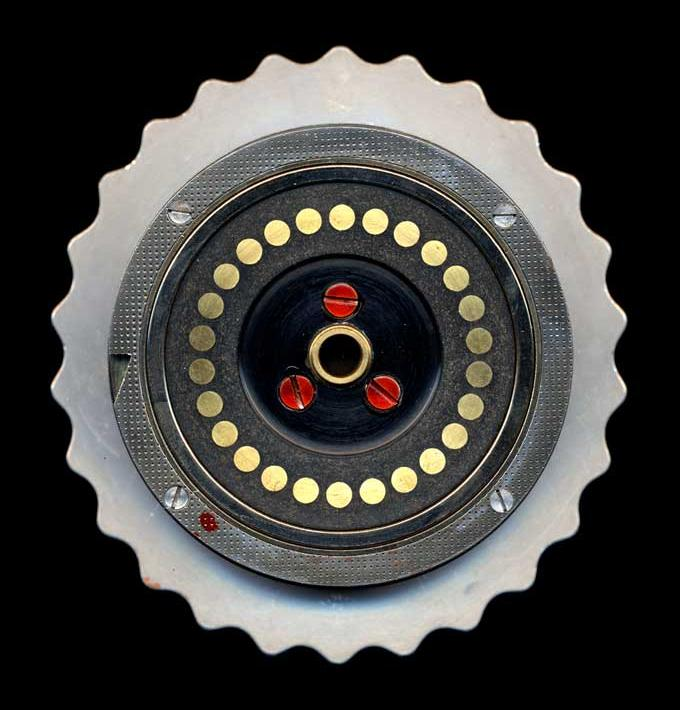
Ein Enigma-Rotor ist das Logo der Crypto Tour.

Crypto Tour ist ein Themenring, der rund ein Dutzend Websites zum Thema Kryptologie miteinander verknüpft. Im Fokus stehen dabei Schlüsselmaschinen (englisch crypto machines) aus der Mitte des 20. Jahrhunderts, insbesondere aus der Zeit des Zweiten Weltkriegs. Darüber hinaus werden auch Handschlüssel von der Antike bis in die Neuzeit behandelt sowie verwandte Themen, wie Kryptoanalyse, beispielsweise Colossus, mit dem der Lorenz-Schlüssel-Zusatz gebrochen wurde, Mathematik, Funktechnik und Spionagetechnik.
In Summe stellt dieser Themenring einen außergewöhnlichen Schatz von wertvollen Informationen sowie authentischen Dokumenten und teilweise einzigartigen Bildern zum Thema Kryptologie zur freien Verfügung. Die Crypto Tour umfasst die folgenden Websites (hier alphabetisch sortiert):
- Cipher History von Ralph Simpson
- Cipher Machines and Cryptology von Dirk Rijmenants
- Crypto Cellar Research von Frode Weierud
- Crypto Machines bei Jerry Proc
- Crypto Museum von Paul Reuvers und Marc Simons
- CrypTool
- Enigma Museum von Tom Perera
- International Conference on Cryptologic History
- The Chaocipher Clearing House von Moshe Rubin
- US Navy Crypto Equipment – 1950’s–60’s
- Vintage Tradecraft in Cryptology and Espionage von Richard Brisson
- Virtual Colossus von Martin Gillow